# Christmas Eve in Miller's Point
Christmas Eve in Miller's Point is een Amerikaanse onafhankelijke komische dramafilm uit 2024, geregisseerd en mede geschreven door Tyler Taormina. De hoofdrollen worden vertolkt door Matilda Fleming, Michael Cera, Francesca Scorsese en Sawyer Spielberg.

## Verhaal
Een luidruchtige Italiaans-Amerikaanse familie komt samen om, misschien wel voor de laatste keer in hun ouderlijk huis, kerstavond te vieren. De vier generaties hebben hun hoogte- en dieptepunten tijdens het verloop van de avond en terwijl de cadeaus uitgedeeld worden, sluipt de jonge generatie het huis uit om te gaan joyriden. 

## Rolverdeling
| Acteur             | Personage    |
| ------------------ | ------------ |
| Matilda Fleming    | Emily        |
| Michael Cera       | agent Gibson |
| Francesca Scorsese | Michelle     |
| Sawyer Spielberg   | Splint       |
| Elsie Fisher       | Lynn         |
| Maria Dizzia       | Kathleen     |
| Ben Shenkman       | Lenny        |

## Productie
Christmas Eve in Miller's Point werd geproduceerd door Omnes Films in samenwerking met Crypto Castle Productions en Puente Films. De filmopnames in Long Island eindigden op 15 juni 2023.

## Release en ontvangst
Christmas Eve in Miller's Point ging op 17 mei 2024 in première op het Filmfestival van Cannes in de Quinzaine des cinéastes-sectie. De film kreeg overwegend positieve kritieken van de filmcritici, met een score van 94% op Rotten Tomatoes, gebaseerd op 18 beoordelingen.

## Prijzen en nominaties
De belangrijkste:
| Jaar | Prijs          | Categorie                  | Genomineerde(n) | Uitslag     |
| ---- | -------------- | -------------------------- | --------------- | ----------- |
| 2024 | Film Fest Gent | Grand Prix voor Beste Film | Tyler Taormina  | Genomineerd |